# Acanthochitona dissimilis
Acanthochitona dissimilis is een keverslakkensoort uit de familie van de Acanthochitonidae. De wetenschappelijke naam van de soort is voor het eerst geldig gepubliceerd in 1931 door Is. & Iw. Taki.